# Monique Tijsterman
Monique Tijsterman (Amsterdam, 10 maart 1969) is een Nederlandse handbaltrainster en voormalig handbalster. Sinds 2024 is Tijsterman bondcoach van de nationale damesploeg van Oosterrijk.

## Biografie
Als handbalspeelster kwam Tijsterman uit voor het Nederlands handbalteam uit. Tevens speelde ze voor onder andere OSC en HV Aalsmeer. In 1991 raakte ze ernstig geblesseerd, sindsdien kwam ze nauwelijks nog in het veld te staan als speelster.
Tijsterman heeft als trainster vele clubs onder haar leiding gehad, onder andere HV Aalsmeer, Oriënto, VOC, Limburg Lions en Dalfsen. Bij Limburg Lions weet Tijsterman de tripel te winnen.
Hiernaast is Tijsterman ook sinds 1997 actief bij het Nederlands Handbal Verbond. Jarenlang was ze betrokken bij de nationale dames junioren teams en was van 2006 tot 2014 was Tijsterman hoofd van de HandbalAcademie. Ook was ze van 2018 tot 2019 bondscoach van de Dames U19. Die taak legde ze in september 2019 neer omdat dit niet meer te combineren was met haar nieuwe taak als interim technisch directeur bij het Nederlands Handbal Verbond.
Ook is ze sinds 2016 actief bij de Europese Handbalfederatie als EHF Lecturer.
Door het vertrek van Emmanuel Mayonnade bij de nationaalteam werd Tijsterman interim-bondscoach van Nederland tot en met het WK 2021. In februari 2024 werd Tijsterman aangesteld als bondscoach van de nationale damesploeg van Oosterrijk.